# Neil Bruce
Neil Bruce (auch Nigel Bruce) († nach September 1306 in Berwick upon Tweed) war ein schottischer Rebell.

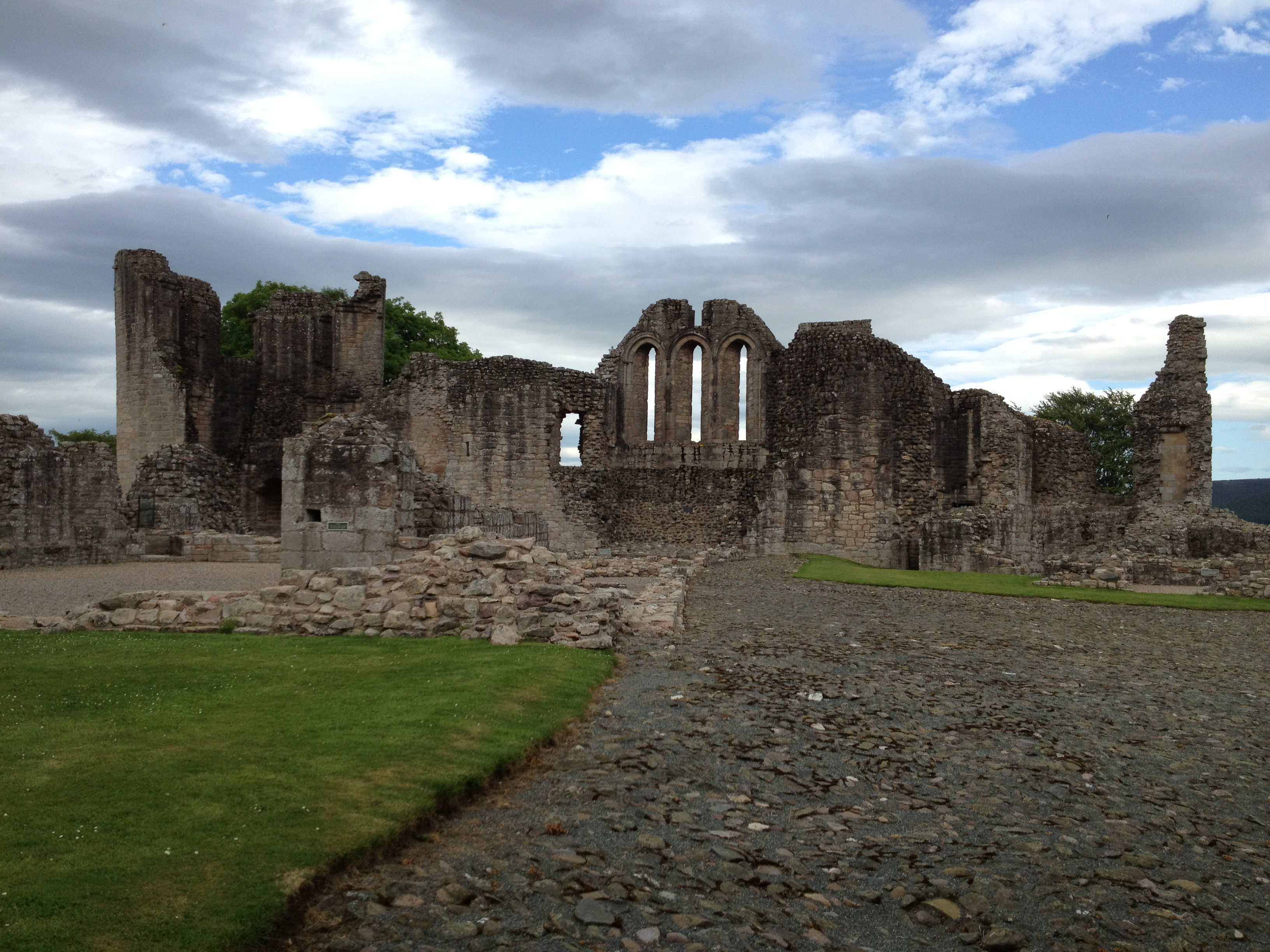
Die Ruine von Kildrummy Castle, wo Neil Bruce 1306 in englische Gefangenschaft geriet

## Herkunft
Neil Bruce entstammte der schottischen Familie Bruce. Er war wahrscheinlich der zweitälteste Sohn von Robert de Brus, Earl of Carrick und dessen Frau Marjorie, Countess of Carrick. Vermutlich verbrachte er wie seine Brüder Robert und Edward einen Teil seiner Kindheit bei befreundeten gälischen Familien.

## Rolle im Schottischen Unabhängigkeitskrieg
Während des Schottischen Unabhängigkeitskriegs unterstützte er seinen älteren Bruder Robert Bruce, als dieser sich im März 1306 zum König der Schotten erhob. Robert Bruce wurde jedoch im Juni 1306 von den Engländern in der Schlacht bei Methven geschlagen. Neil begleitete seinen Bruder, der zusammen mit seiner Frau Elizabeth, seiner Tochter Marjorie, seiner Schwester Mary und wenigen Hundert Getreuen nach Westschottland flüchtete. Die kleine Streitmacht wurde vermutlich im Juli oder August im Gefecht bei Dalry von dem auf englischer Seite kämpfenden John Macdougall geschlagen. Robert Bruce und seine Familie konnten wieder entkommen, doch nun trennte sich die Gruppe. Während Robert Bruce selbst mit wenigen Getreuen versuchte, weiter nach Westschottland zu flüchten, sollten die Frauen zusammen mit Neil, dem Earl of Atholl, David Lindsay und Robert Boyd versuchen, nach Nordschottland zu entkommen. Diese Gruppe erreichte Kildrummy Castle, wo sie erfuhren, dass eine englische Streitmacht in Anmarsch war. Während der Earl of Atholl mit den Frauen weiter nach Norden flüchtete, blieb Neil Bruce in Kildrummy. Bei der Eroberung der Burg geriet er um den 10. September in englische Gefangenschaft. Gemäß den Bestimmungen des englischen Königs Eduard I. wurde er in Berwick zur Richtstätte geschleift, gehängt und anschließend geköpft. Noch 1328 bestimmte Robert Bruce, der sich nach dem Tod von Eduard I. in Schottland als König behaupten konnte, dass ein Kaplan Seelenämter für Neil las. Die Kosten hierfür sollte das Hospital von Turriff aufbringen, das früher unter dem Patronat des Earl of Buchan, einem seiner Gegner gestanden hatte.